# 181829 Houyunde
181829 Houyunde este o planetă minoră (asteroid) din centura de asteroizi. A fost descoperită pe 25 septembrie 1998 la Xinglong Station⁠(d) de Beijing Schmidt CCD Asteroid Program⁠(d). 
Obiectul prezintă o orbită caracterizată de o semiaxă mare de 2,4184562184951 UAi, o excentricitate de 0,12162135017846, o înclinație de 6,3861227441507 ° în raport cu ecliptica.